# 이탈로 데 잔

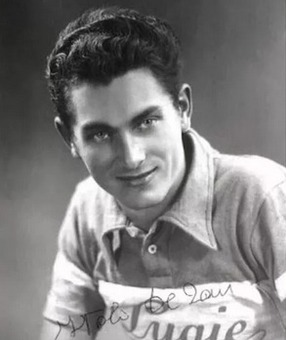

이탈로 데 잔(이탈리아어: Italo De Zan, 1925년 7월 1일 ~ 2020년 3월 9일)은 이탈리아의 자전거 경기 선수였다. 그는 1948년 지로 디탈리아 10단계에서 우승했다.
2020년 3월 9일, 트레비소에서 코로나바이러스감염증-19로 사망하였다.